# Rob Nicholson

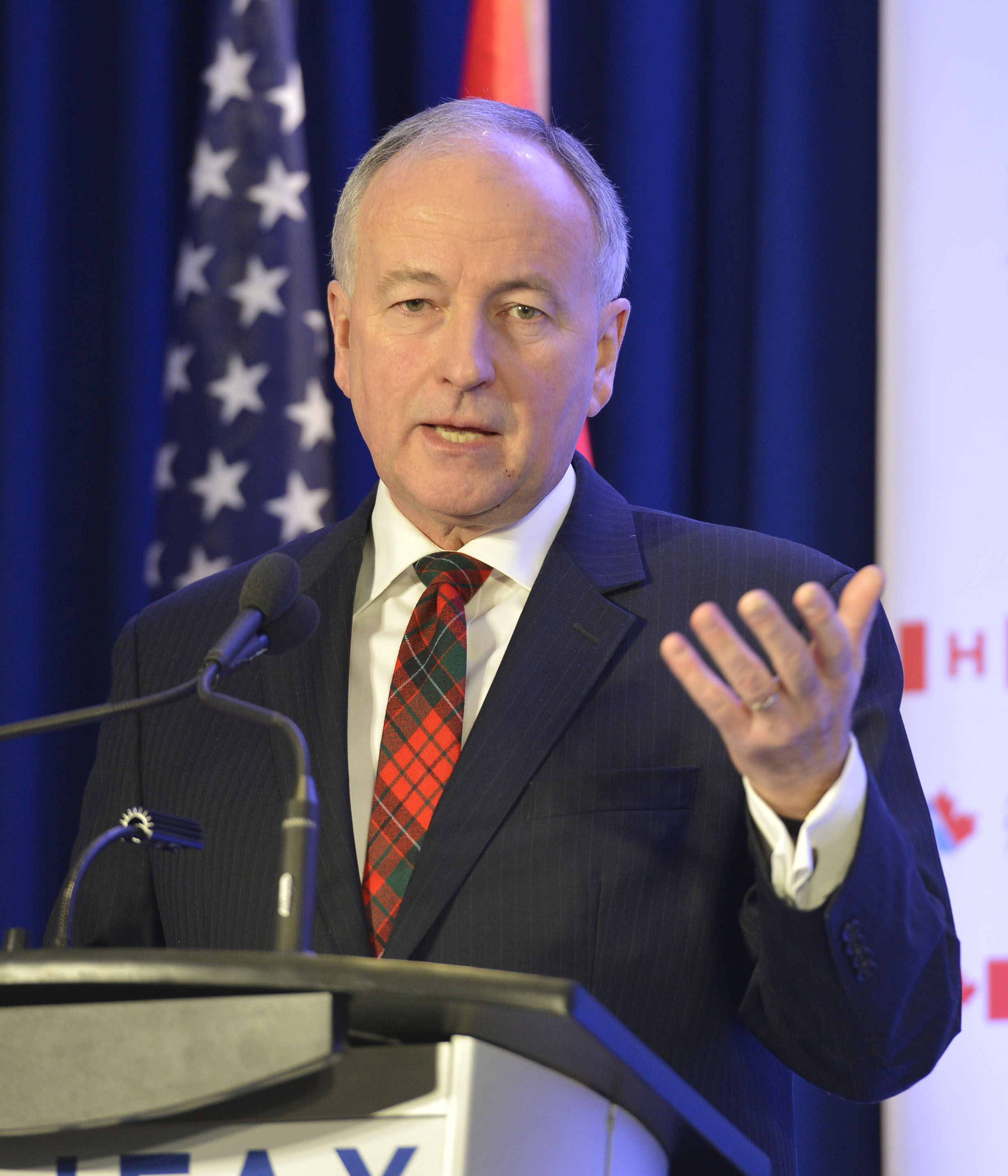
Rob Nicholson (2013)

Robert „Rob“ Douglas Nicholson (* 29. April 1952 in Niagara Falls, Ontario) ist ein kanadischer Politiker der Konservativen Partei Kanadas. Er war 2015 Außenminister Kanadas im Kabinett von Stephen Harper, im November des Jahres wurde er von Stéphane Dion unter Justin Trudeau abgelöst.

## Ausbildung
Nach dem Schulbesuch studierte Nicholson zunächst an der Queen’s University in Kingston und schloss dieses Studium mit einem Bachelor of Arts (B.A.) ab. Danach absolvierte er ein postgraduales Studium der Rechtswissenschaften an der Law School der University of Windsor und wurde anschließend Rechtsanwalt sowie Mitglied der Law Society of Upper Canada.

## Politik
Seine nationale politische Laufbahn begann er als Mitglied der Progressiv-konservativen Partei Kanadas mit der Wahl zum Mitglied des kanadischen Unterhauses, in dem er zunächst bis 1993 den Wahlkreis Niagara Falls vertrat. Während dieser Zeit war er von April 1989 bis Juni 1993 Parlamentarischer Sekretär beim Justizminister und Attorney General sowie von April 1989 bis April 1990 zugleich Parlamentarischer Sekretär beim Führer der Regierungsmehrheit im Unterhaus. Danach war Nicholson vom 25. Juni bis zum 3. November 1993 Wissenschaftsminister und bevollmächtigter Minister für Kleinunternehmen in dem von Premierministerin Kim Campbell geleiteten 25. Kabinett. Ab 1997 war er Mitglied des Regionalrates der Niagara-Halbinsel und wurde in diesem Amt sowohl 2000 als auch 2003 bestätigt.
2004 wurde Nicholson als Kandidat der Konservativen Partei Kanadas erneut zum Unterhausabgeordneten gewählt und vertrat dort seither wieder den Wahlkreis Niagara Falls. Zuletzt war er von Januar 2005 bis Februar 2006 Parlamentarischer Geschäftsführer (Chief Whip) der Opposition.
Ab 6. Februar 2006 war er zunächst bevollmächtigter Minister für demokratische Reformen und Führer der Regierungsfraktion im Unterhaus, ehe er am 4. Januar 2007 bei einer Kabinettsumbildung von Premierminister Stephen Harper als Justizminister und Attorney General in sein Kabinett berufen wurde. Im Rahmen einer Kabinettsumbildung wechselte er am 15. Juli 2013 auf den Posten des Verteidigungsministers. Am 9. Februar 2015 wurde er Außenminister in der Nachfolge von John Russell Baird. Am 4. November des Jahres wurde er von Stéphane Dion unter Justin Trudeau abgelöst.